# 1 Ludowy Armijny Dywizjon Lotniczy
1 Ludowy Armijny Dywizjon Lotniczy (ros. 1-й народно-армейский авиадивизион) – związek taktyczny lotnictwa wojsk Białych podczas wojny domowej w Rosji
Po zdobyciu Samary przez Korpus Czechosłowacki i wojska Białych na pocz. czerwca 1918 r., dowództwo Ludowej Armii Komucza wydało rozkaz o sformowaniu 1 Ludowego Armijnego Dywizjonu Lotniczego. Na jego czele stanął por. Wasilij I. Piestow. Dywizjon składał się z trzech oddziałów lotniczych. 1 Oddział Lotniczy był dowodzony przez Karla M. Wienslawa. Bazował on na sprzęcie i personelu bolszewickiego Bakinskiego Oddziału Lotniczego, który w marcu tego roku został skierowany na pomoc Komunie Bakijskiej, ale po zajęciu Samary dostał się w ręce Białych Rosjan. Początkowo jego dowódca, K.M. Wienslaw, próbował zbiec z miasta, ale został schwytany i pobity przez mieszkańców. Po miesięcznym pobycie w szpitalu wstąpił jednak ochotniczo do Ludowej Armii Komucza. Dowództwo 2 Oddziału Lotniczego objął W.I. Piestow. Sformowano go na bazie resztek bolszewickich 1 i 13 Dywizjonów Lotniczych, a także 1 Warsztatów Lotniczych, które były ewakuowane do Syzrania, a następnie przejęli je Biali. Liczebność samolotów w obu Oddziałach Lotniczych jest nieznana. Wiadomo tylko, że w lipcu na front zostały wysłane 2 samoloty: myśliwiec Nieuport 23 i bombowiec Farman F.30. Do sierpnia wykonały one nad pozycjami bolszewickimi kilka lotów zwiadowczych. 3 Oddział Lotniczy (były bolszewicki 5 Korpuśny Oddział Lotniczy) pod dowództwem I.T. Miereszczakowa był skompletowany w całości. Składał się z 3 myśliwców Nieuport różnych modeli i 3 bombowców Farman F.30, które także zostały przejęte w Syzraniu. 4 Oddział Lotniczy bazował na bolszewickim 33 Korpuśnym Oddziale Lotniczym, który w pełnym składzie przeszedł na stronę Korpusu Czechosłowackiego pod Ufą na pocz. lipca. Początkowo działał pod nazwą 33 Korpuśny Husycki Czechosłowacki Oddział Lotniczy. Od poł. lipca odbywał loty bojowe w rejonie Jekaterynburga na zlecenie 1 Husyckiej Dywizji Strzeleckiej. Następnie został podporządkowany sztabowi Grupy Jekaterynburskiej płk. Siergieja Wojciechowskiego. Oddział prowadził misje wywiadowcze i bombowe na kierunku tagilskim i kungurskim.